# Lutherbuche (Stolberg)

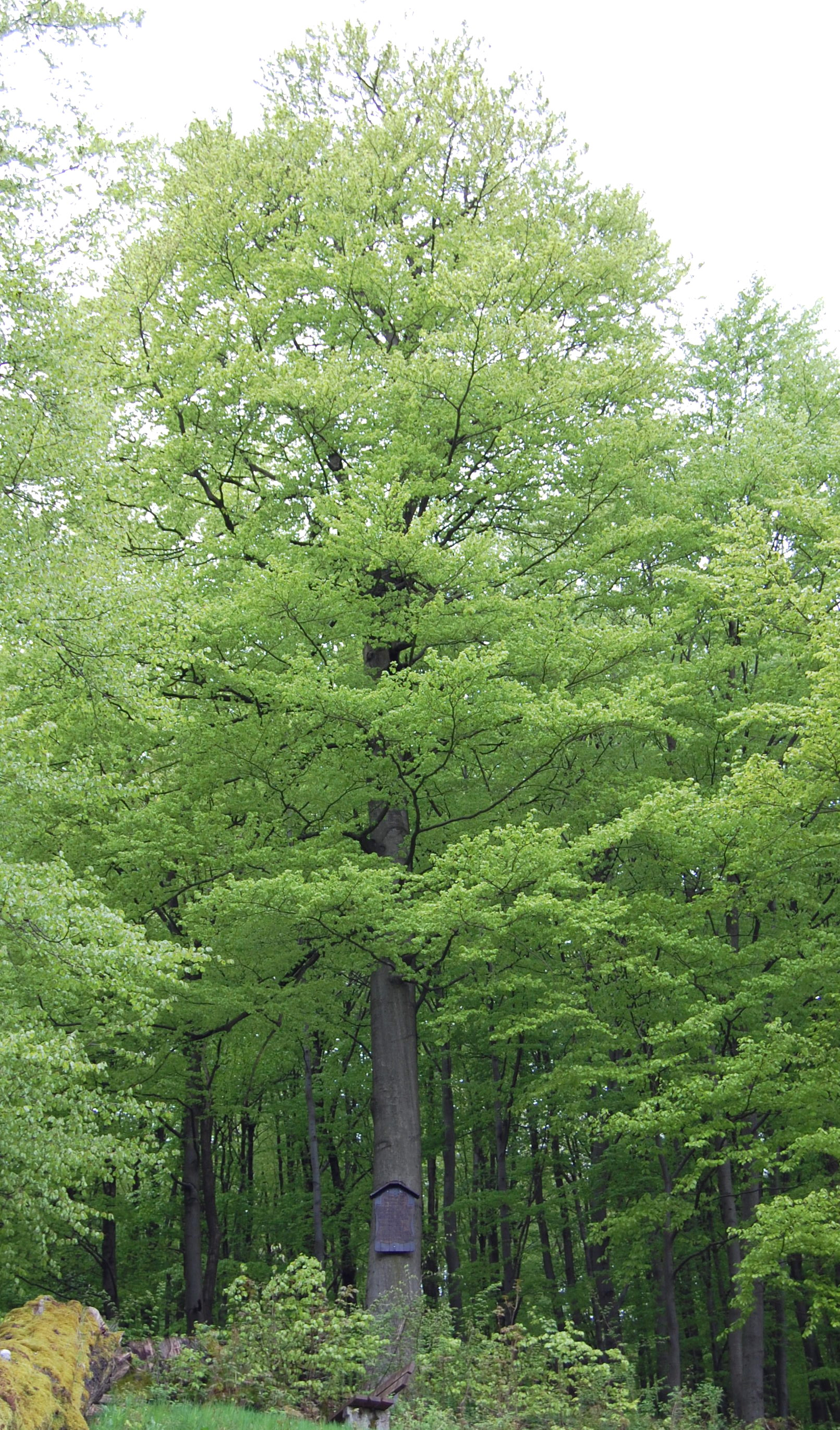
Lutherbuche

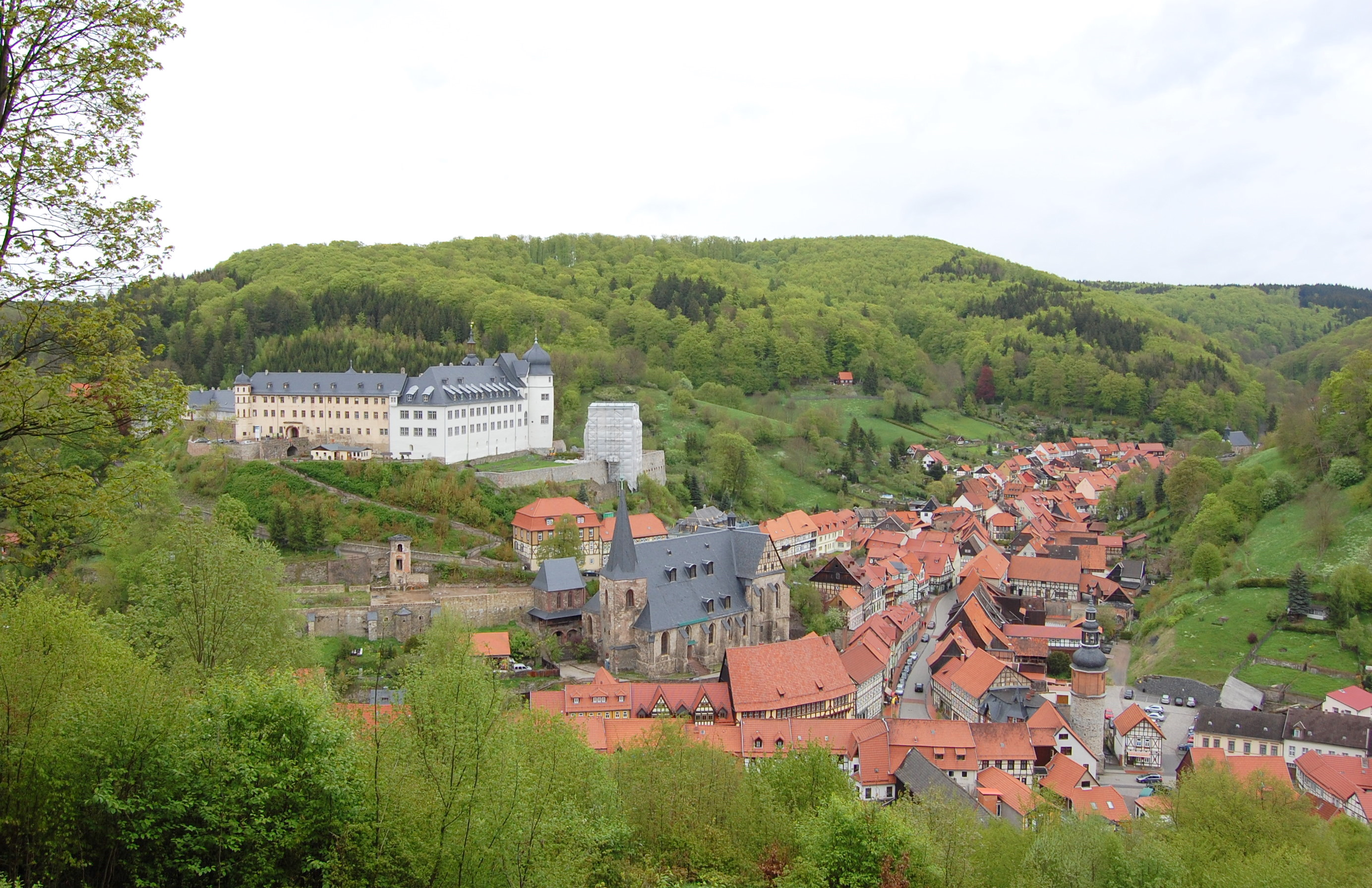
Blick von der Lutherbuche auf Stolberg, mit Vogelform

Die Lutherbuche ist eine Buche westlich oberhalb des Ortsteils Stadt Stolberg (Harz) der Stadt Südharz im sachsen-anhaltischen Landkreis Harz.
Der an den Reformator Martin Luther erinnernde Baum steht am oberen Ende eines Berghanges südwestlich der Stadt. Im Frühjahr des Jahres 1525 hielt sich Martin Luther bei seinem Freund Reiffenstein in Stolberg auf. Am Freitag nach Ostern, dem 21. April 1525 sollen der Überlieferung nach beide einen Spaziergang auf die Stolberg umgebenden Berge gemacht haben. Die Buche markiert den Punkt, von welchem beide auf die Stadt blickten. Luther hat dabei das Stadtbild mit einem Vogel verglichen, wonach das Schloss Stolberg der Kopf, der Marktplatz der Rumpf und die drei zum Markt führenden Gassen die Flügel und der Schwanz seien. Dieses poetische Bild wird noch heute gerne zitiert. Bedingt durch die engen Täler, in denen Stolberg liegt, hat sich die Stadtstruktur bis heute nicht wesentlich verändert. Tatsächlich gibt es in Stolberg noch 18 Fachwerkhäuser aus der Zeit vor 1530, die also auch schon zu Luthers Zeiten das Ortsbild prägten.

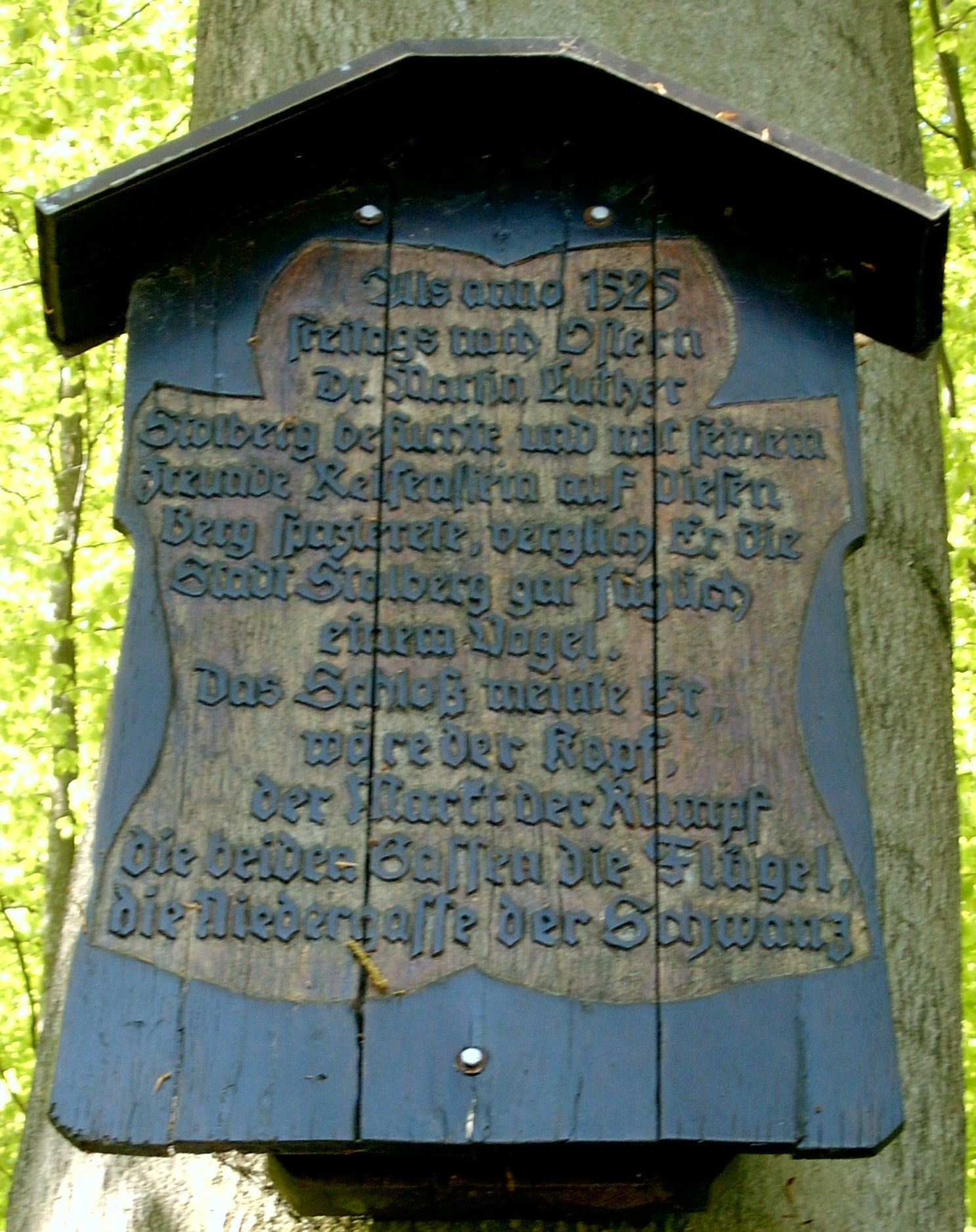
Tafel an der Buche

Die Buche selbst stammt nicht aus dieser Zeit. Die Stadt Stolberg hat an dieser Stelle, die direkt am Rand eines maßgeblich von Buchen geprägten Waldes liegt, allerdings eine neue Buche gepflanzt.
An der jetzigen Buche befindet sich eine hölzerne Tafel, auf der der Bezug zu Luther erläutert ist. Dort heißt es: „Als anno 1525 Freitags nach Ostern Dr. Martin Luther Stolberg besuchte und mit seinem Freunde Reiffenstein auf diesen Berg spazierte, verglich Er die Stadt Stolberg gar füglich einem Vogel. Das Schloß meinte Er, wäre der Kopf, der Markt der Rumpf die beiden Gassen die Flügel, die Niedergasse der Schwanz“.
Die Lutherbuche ist als Nr. 216 in das System der Stempelstellen der Harzer Wandernadel einbezogen.